# Marbun Tonga Marbun Dolok
Marbun Tonga Marbun Dolok is een bestuurslaag in het regentschap Humbang Hasundutan van de provincie Noord-Sumatra, Indonesië. Marbun Tonga Marbun Dolok telt 1177 inwoners (volkstelling 2010).